# Юліан Влад
Юліан Влад (рум. Iulian Vlad; 23 лютого 1931, Гогошіца, Румунія — 30 вересня 2017) — румунський політичний діяч, генерал армії.

## Біографія
В молодості був партійним активістом і викладачем, здобув вищу освіту у Військовій офіцерській школі МВС, потім працював в міністерстві внутрішніх справ.
У 1974-1977 очолював Військову офіцерську школу МВС.
У 1977-1984 — статс-секретар МВС, в 1984-1987 — помічник міністра внутрішніх справ. З 1987 по 1989 — голова Департаменту держбезпеки МВС ССР.
31 грудня 1989 був заарештований і засуджений до 25 років тюремного ув'язнення. 31 грудня 1993 звільнений.